# TVR M Series

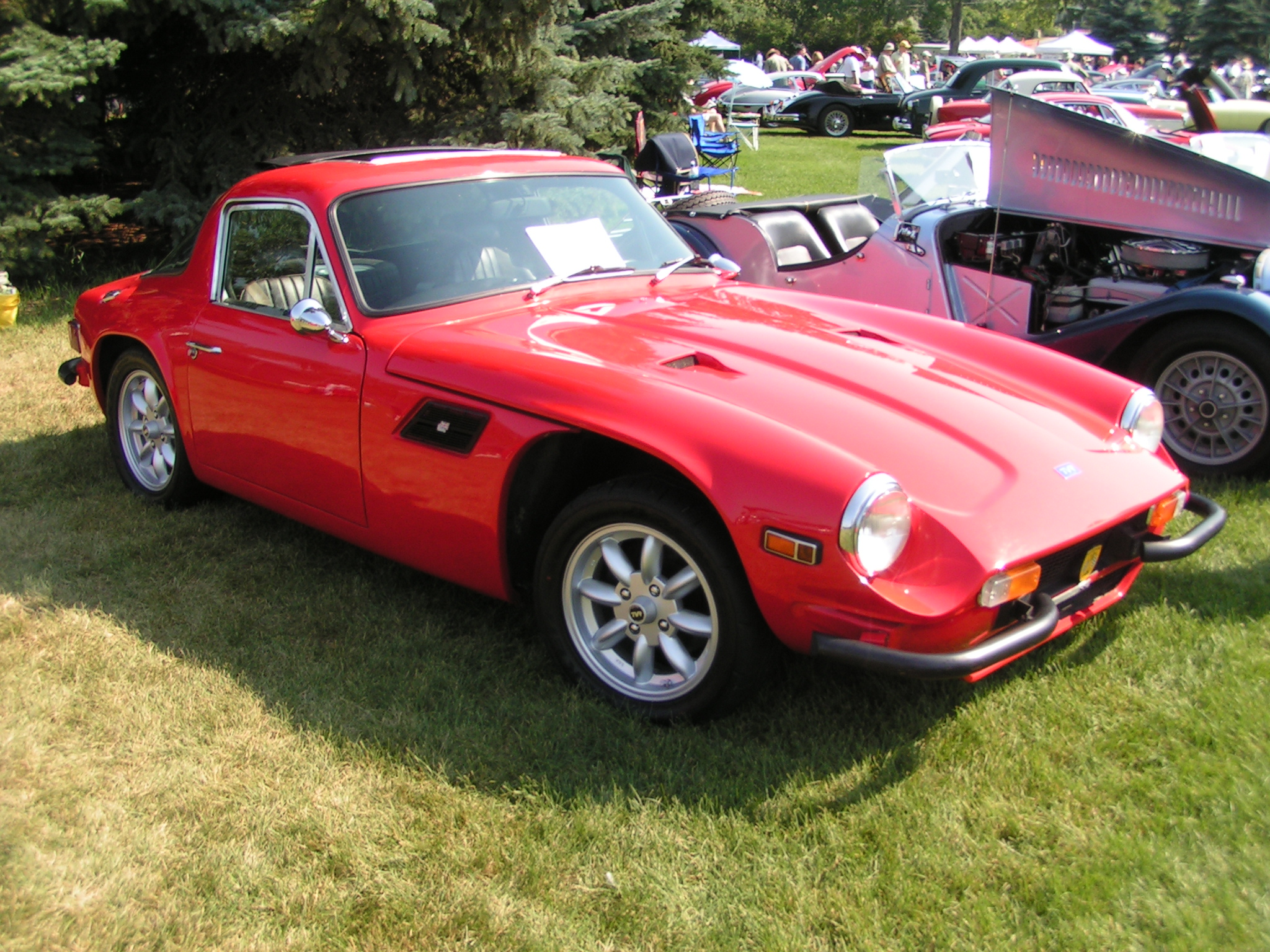
TVR 2500 M

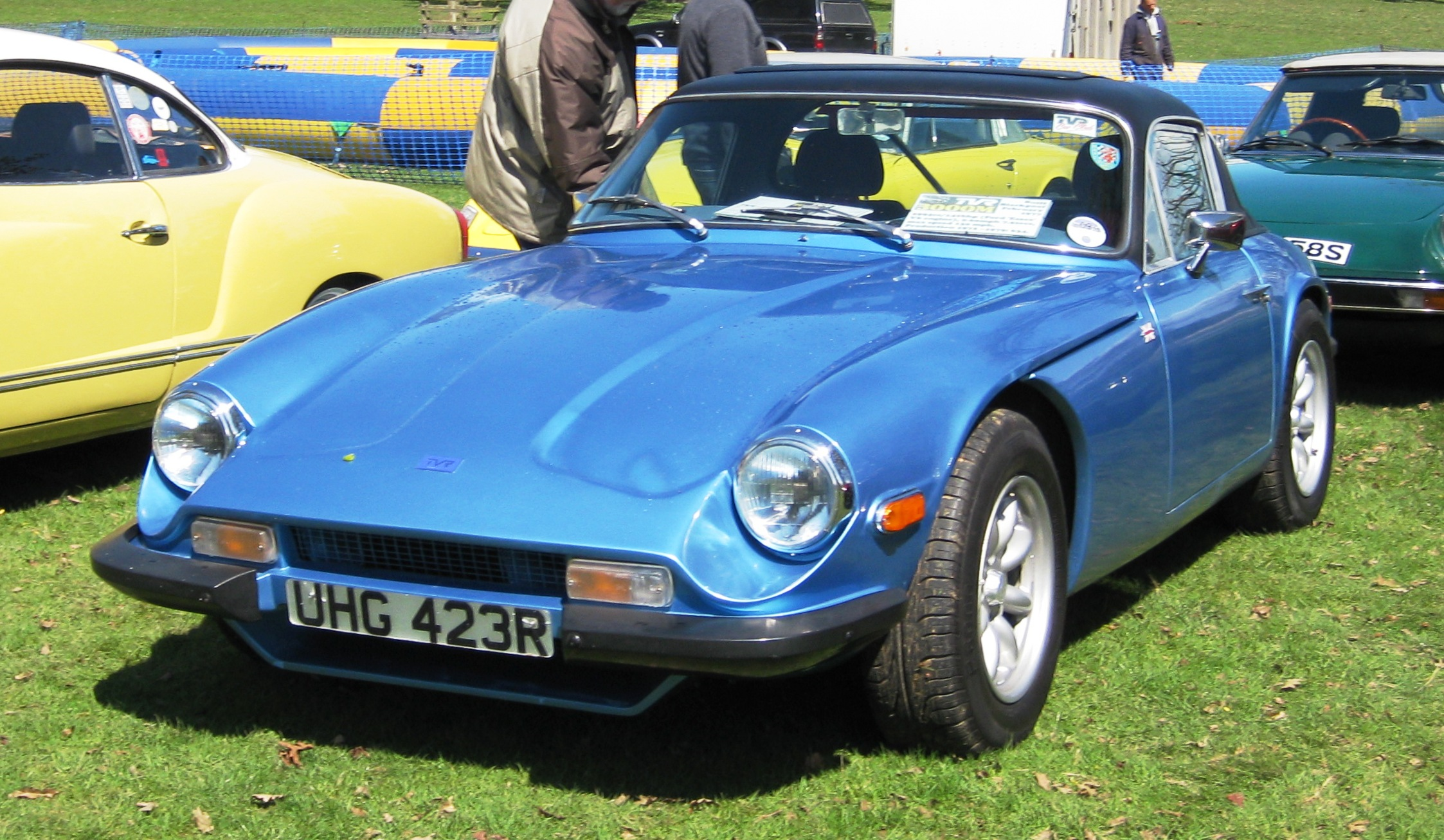
TVR 3000 M

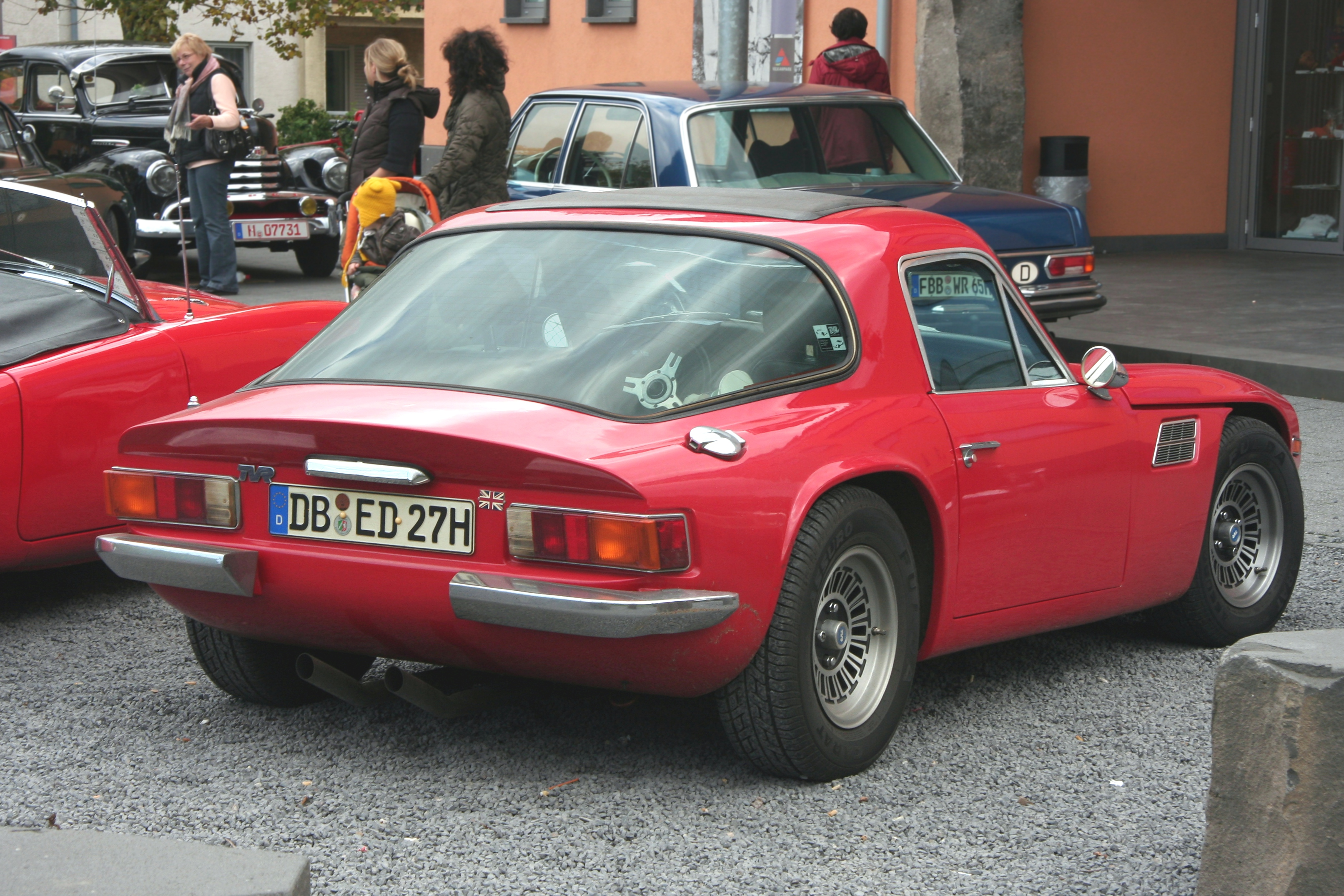
TVR 3000 M

TVR M Series – rodzina sportowych samochodów osobowych produkowana przez brytyjską firmę TVR w latach 1972–1979. Zastąpiła model Vixen. Seria M dostępna była jako 2-drzwiowe coupé lub 2-drzwiowy roadster. Do napędu używano silników: R4 1.6, R6 2.5, V6 3.0 oraz V8 3.0. Moc przenoszona była na oś tylną poprzez 4-biegową manualną skrzynię biegów.

## Dane techniczne (1600 M)

### Silnik
- R4 1,6 l (1599 cm³), 2 zawory na cylinder, OHV
- Układ zasilania: gaźnik Weber
- Średnica cylindra × skok tłoka: 80,97 mm × 77,62 mm
- Stopień sprężania: 9,0:1
- Moc maksymalna: 85 KM (63 kW) przy 5500 obr./min
- Maksymalny moment obrotowy: 125 N•m przy 3500 obr./min

### Osiągi
- Przyspieszenie 0-80 km/h: 7,8 s
- Przyspieszenie 0-100 km/h: 11,6 s
- Czas przejazdu pierwszych 400 m: 18,0 s
- Prędkość maksymalna: 179 km/h

## Dane techniczne (2500 M)

### Silnik
- R6 2,5 l (2498 cm³), 2 zawory na cylinder, OHV
- Układ zasilania: dwa gaźniki Zenith
- Średnica cylindra × skok tłoka: 74,70 mm × 95,00 mm
- Stopień sprężania: 8,5:1
- Moc maksymalna: 108 KM (79 kW) przy 4900 obr./min
- Maksymalny moment obrotowy: 159 N•m przy 3000 obr./min

### Osiągi
- Przyspieszenie 0-80 km/h: 6,6 s
- Przyspieszenie 0-100 km/h: 9,3 s
- Czas przejazdu pierwszych 400 m: 17,3 s
- Prędkość maksymalna: 175 km/h

## Dane techniczne (3000 M)

### Silnik
- V6 3,0 l (2994 cm³), 2 zawory na cylinder, OHV
- Układ zasilania: gaźnik Weber
- Średnica cylindra × skok tłoka: 93,66 mm × 72,42 mm
- Stopień sprężania: 8,9:1
- Moc maksymalna: 140 KM (103 kW) przy 5000 obr./min
- Maksymalny moment obrotowy: 260 N•m przy 3000 obr./min

### Osiągi
- Przyspieszenie 0-80 km/h: 5,8 s
- Przyspieszenie 0-100 km/h: 7,2 s
- Przyspieszenie 0-160 km/h: 23,2 s
- Czas przejazdu pierwszych 400 m: 16,0 s
- Czas przejazdu pierwszego kilometra: 29,3 s
- Prędkość maksymalna: 200 km/h